# Fernand de Rodays
Pierre-Léon-Fernand, comte de Rodays, né le 19 octobre 1845 au château de Fondjouan et mort le 26 janvier 1925 à Saint-Énogat, est un homme de presse français.

## Biographie

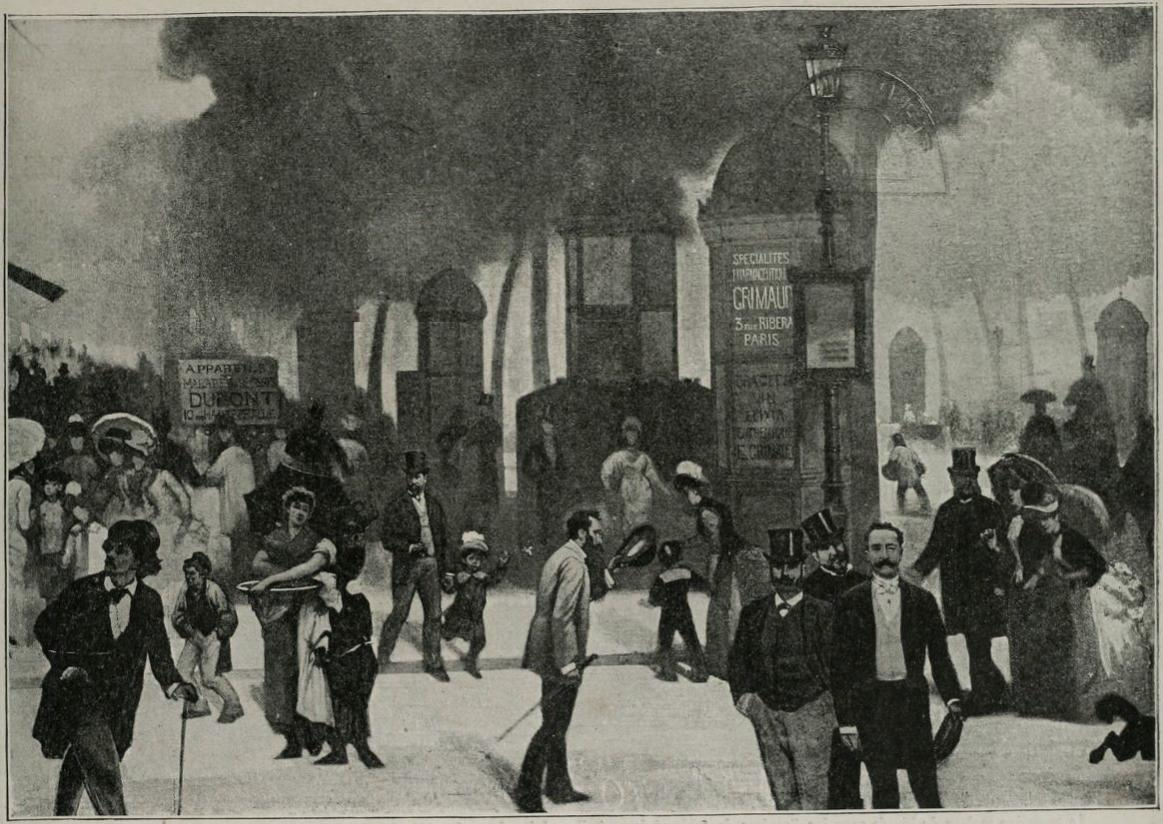
Planche du livret explicatif du panorama le Tout-Paris peint par Charles Castellani et présenté lors de l’exposition universelle de 1889. On peut y voir Rodays aux côtés de Francis Magnard et d’Antonin Périvier. On peut également y remarquer Henry Poidatz et Jules Ferry.

Élève au collège de Pontlevoy et docteur en droit, il est admis dans l’Administration des finances avant de se lancer dans le journalisme en 1867. Il collabore à différents journaux littéraires parisiens (La Vie parisienne, etc) jusqu’en 1869, année de son entrée dans le journal Le Peuple français. L’année suivante, il fonde à la suite de cela le journal Le Peuple breton à Brest,. Il avait également fondé Paris-Caprice.
Il s’engage dans l’Armée de Bretagne au moment de la guerre franco-allemande de 1870 et, après la fin de la guerre, retourne à Paris pour rejoindre Le Figaro. Il en devient administrateur et codirecteur en 1879, puis rédacteur en chef en 1894 après le décès de Francis Magnard. Membre de la commission supérieure de la presse à l’Exposition universelle de 1889 et à celle de 1900, il contribue à engager Le Figaro dans une campagne favorable aux travaux de l’Exposition.
Il est l'un des premiers à s'intéresser à la carrière de la peintre germano-suisse Louise Catherine Breslau en lui passant commande du portrait de sa fille Isabelle de Rodays, œuvre qui sera exposée au Salon de Paris de 1883.
En mars 1901, le Figaro a publié un article laissant entendre que Boni de Castellane aurait donné à Paul Déroulède une partie de la somme importante qu’il portait sur lui lors de son arrestation après sa tentative avortée de coup d’État, à l’occasion des obsèques de Félix Faure le 23 février 1899. Indigné de se voir accusé d’être un agent du parti royaliste alors qu’il passe son temps à affirmer ses convictions républicaines, Castellane se présente à son domicile de la Chaussée-d’Antin, avec son père, le marquis de Castellane, et son secrétaire, le 15 mars, à 9 heures. Lorsqu’il leur ouvre, en robe de chambre, sa porte, de Rodays reçoit paires de gifles et coups de poing. Le 17 mars, au vélodrome du Parc des Princes, il se bat, au pistolet, en duel et reçoit une balle dans la cuisse droite. Deux mois plus tard, il finit par être éliminé du Figaro par Antonin Périvier et quitte le quotidien.
Il était membre de la Société des gens de lettres et de l’Association des journalistes parisiens.

## Œuvres
- Les Préfets de la République, préface de Benoît Jouvin, Paris, E. Dentu, 1872.
- Une cause célèbre : la mort de P.-L. Courier, Découpures tirées du Figaro, Paris, Le Figaro, [s.d.]
- Liste manuscrite des œuvres de Jacques-Émile Lafon, contient une découpure de presse (nécrologie) signée Fernand de Rodays.

## Sources
- Coston, Dictionnaire de la politique française, 1972.